# Flandre (Schiff)
Die Flandre war ein 1952 in Dienst gestellter Transatlantikliner der französischen Reederei Compagnie Générale Transatlantique für den Linienverkehr nach New York. Ab 1962 wurde das Schiff für Kreuzfahrten eingesetzt. In ihrer 42 Jahre andauernden Dienstzeit fuhr die Flandre unter anderem als Carla C bzw. Carla Costa für Costa Crociere und als Pallas Athena für die Epirotiki Lines. Am 23. März 1994 wurde das Schiff durch einen Großbrand zerstört und im selben Jahr im türkischen Aliağa abgewrackt.

## Planung und Bau
Die Flandre wurde als erster französischer Transatlantikdampfer der Nachkriegszeit von der Compagnie Générale Transatlantique (CGT) in Auftrag gegeben und unter der Baunummer 206 bei Ateliers et Chantiers de France in Dünkirchen gebaut, wo sie am 31. Oktober 1951 vom Stapel lief. Die luxuriöse Innenausstattung des Schiffes wurde von Mathurin Méheut entworfen. Die Flandre wurde am 31. Oktober 1951 vom Stapel gelassen und am 23. Juli 1952 in Dienst gestellt.
Das 1953 fertiggestellte Schwesterschiff der Flandre, die Antilles, hatte eine wesentlich kürzere Dienstzeit: 1971 geriet das bis zuletzt von der CGT betriebene und in seinen letzten Einsatzjahren für Kreuzfahrten genutzte Schiff während einer Reise in der Karibik in Brand, nachdem es vor Mustique auf Grund gelaufen war. Das mittlerweile zusammengefallene Wrack ist dort bis heute zu sehen.

## Dienstzeit

### Flandre
Die Jungfernfahrt des neuen Schiffes wurde durch zahlreiche Zwischenfälle zu einem Desaster für die Compagnie Générale Transatlantique. Bereits zu Beginn der Reise musste das Schiff wegen eines Problems mit der Maschinenanlage für mehrere Stunden stoppen. Nachdem der Schaden behoben war, beschloss der Kapitän der Flandre, mit verringerter Geschwindigkeit die Fahrt fortzusetzen. Beim Einlaufen im Hafen von New York City erlitt das Schiff erneut einen Maschinenschaden, der jedoch schnell repariert wurde. Die restliche Strecke legte die Flandre mit Hilfe von Schleppern zurück. Während des Anlegens im Hafen fiel außerdem ein Anker des Schiffes aufgrund einer defekten Ankerwinde aus, was die Ankunft um weitere drei Stunden verzögerte.
Trotz der vielen Pannen bekam das von vier Schleppern gezogene Schiff den üblichen Willkommensgruß durch die New Yorker Feuerlöschboote. Wegen des Maschinenschadens quollen aus dem Schornstein des Schiffes schwarze Rauchschwaden. Ursprünglich sollte die Flandre – wie sonst bei der ersten Ankunft in New York üblich – die am Kai stehenden Zuschauer mit ihrem Schiffshorn begrüßen, das jedoch ebenfalls ausgefallen war. Stattdessen wurde zur Begrüßung die Alarmsirene des Schiffes eingeschaltet. Wegen der vielen Pannen bei der Jungfernfahrt bekam das Schiff von der Presse und den New Yorker Hafenarbeitern den Spitznamen Flounder (was sowohl mit Flunder, aber auch mit taumeln oder sich abzappeln (to flounder) übersetzt werden kann).

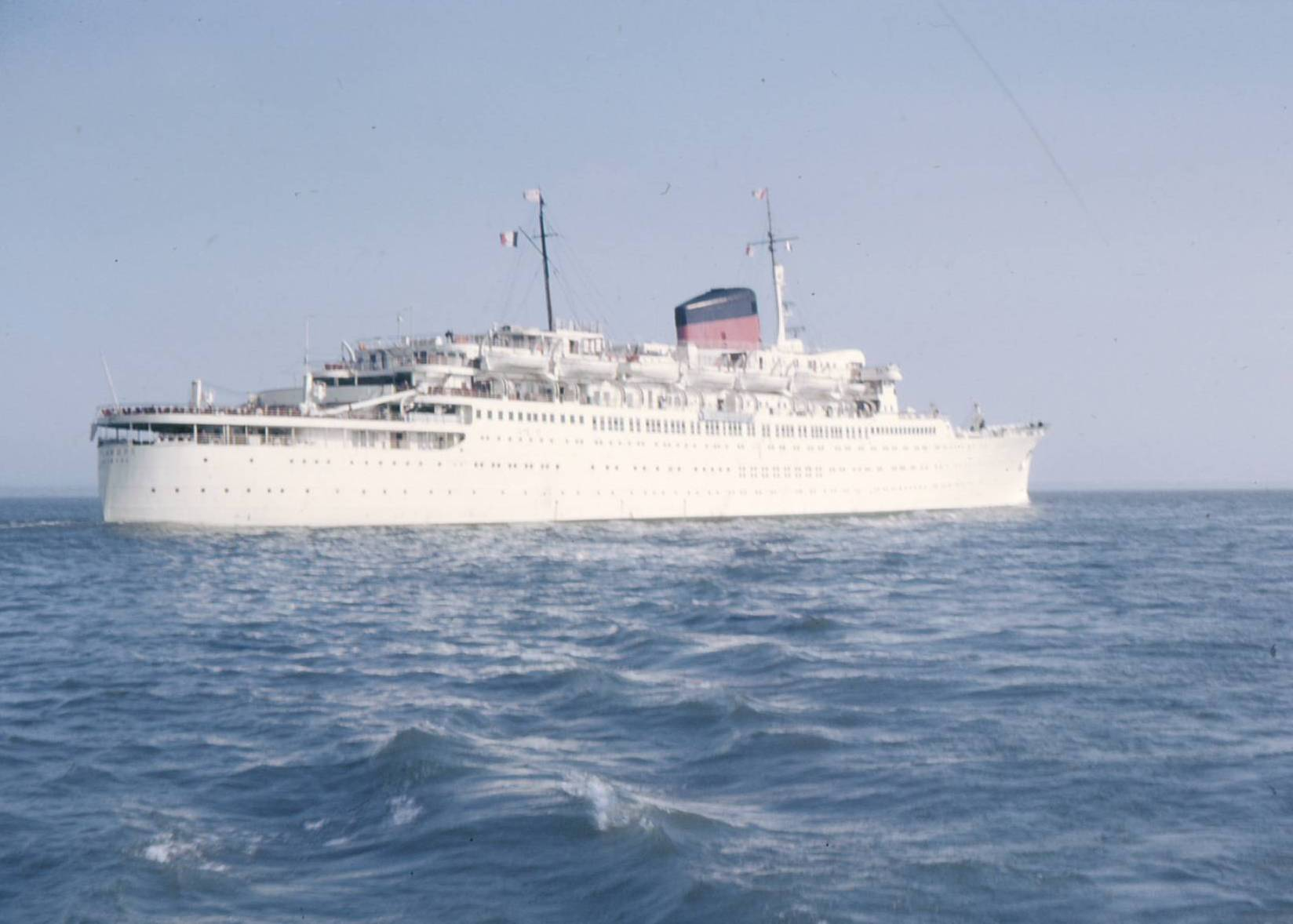
Die Flandre auf dem Sankt-Lorenz-Strom, 1967

Nach der Rückkehr nach Frankreich wurde die Flandre an ihren Erbauer zurückgegeben, um die Maschinenanlage überholen zu lassen. Die Reederei musste sämtliche Fahrten für 1952 streichen. Erst 1953 kehrte das Schiff in den Dienst zurück.
In den kommenden Jahren wurden die Passagierbereiche des Schiffes mehrfach umgestaltet. In den Sommermonaten wurde das Schiff auf seiner ursprünglichen Route von Le Havre nach New York eingesetzt. In den Wintermonaten fuhr es zusammen mit seinem ein Jahr jüngeren Schwesterschiff Antilles für Kreuzfahrten in tropischen Gewässern. Nach der Indienststellung der France stand das Schiff ab 1962 ausschließlich für Kreuzfahrten im Einsatz. 1967 wurde die Flandre außer Dienst gestellt und zum Verkauf angeboten.

### Carla C/Carla Costa

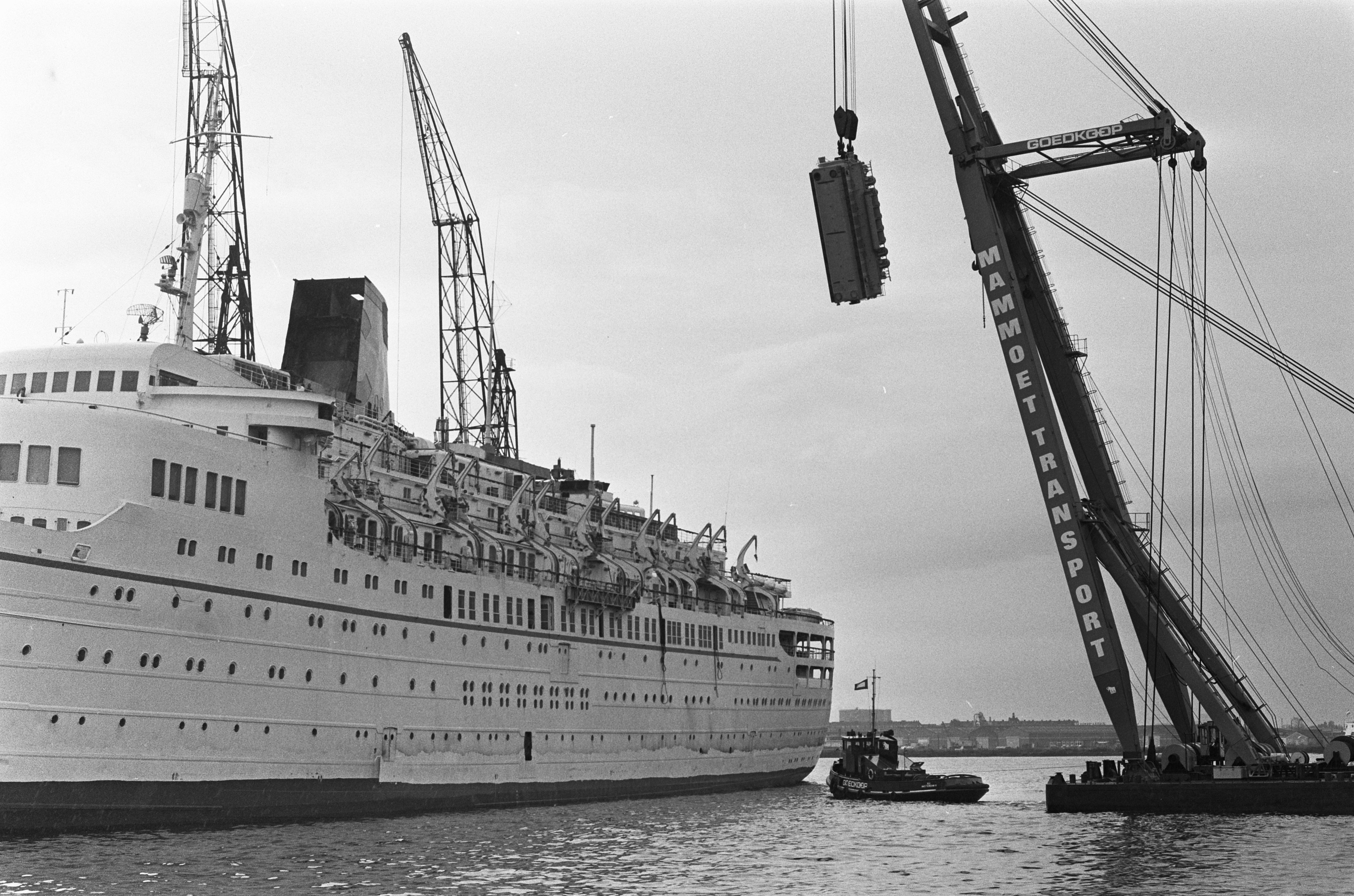
Die Carla C beim Einbau der neuen Maschinenanlage, Oktober 1974

Das Schiff wurde kurz darauf von Costa Crociere gekauft und in Carla C umbenannt. 1968 wurde das Schiff an Princess Cruises verchartert, die es als Princess Carla vermarkteten. Sein offizieller Name blieb jedoch Carla C. Auch die Fernsehserie Love Boat sollte ursprünglich auf der Carla C gedreht werden. Princess Cruises entschied sich jedoch für die noch im Bau befindliche Pacific Princess als Drehort der Serie. 1970 lief der Chartervertrag aus, und das Schiff wurde an Costa Crociere zurückgegeben.
Nachdem die mittlerweile veraltete Maschinenanlage des Schiffes erneut Probleme machte, wurde sie 1974 durch eine moderne Dieselmaschine von Stork-Werkspoor ausgetauscht. 1984 wurde das Schiff modernisiert und auf den neuesten Sicherheitsstandard gebracht. 1986 wurde die Carla C in Carla Costa umbenannt. Das Schiff blieb für Costa bis 1992 im Dienst und wurde ausschließlich für Kreuzfahrten in der Karibik eingesetzt.

### Pallas Athena
Im Februar 1992 wurde das Schiff an die griechische Epirotiki Lines verkauft und in Pallas Athena umbenannt. Namensgeberin des Schiffes war die griechische Göttin Athene. Die Pallas Athena, die das größte Passagierschiff in der Flotte von Epirotiki war, wurde fortan für siebentägige Kreuzfahrten im Mittelmeer eingesetzt.

## Der Brand

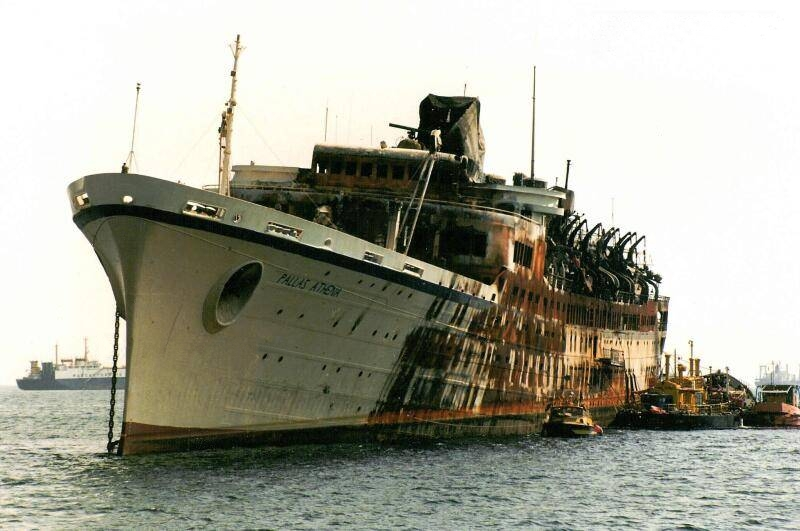
Das Wrack der Pallas Athena, 1994

Am 23. März 1994 brach vor dem Beginn einer geplanten Kreuzfahrt und noch vor Ankunft der Passagiere und der meisten Besatzungsmitglieder aus nicht geklärter Ursache im Hafen von Piräus ein Brand an Bord der Pallas Athena aus. Die an Bord befindliche kleine Kernbesatzung konnte unverletzt gerettet werden, doch das Schiff brannte komplett aus. Teile der Aufbauten waren durch die starke Hitze zusammengebrochen. Das Wrack wurde aus dem Hafen von Piräus geschleppt und zunächst vor der Insel Atalanti auf Grund gesetzt, um ein Sinken zu verhindern. Nachdem die Pallas Athena wieder schwimmfähig gemacht worden war, ankerte sie vor Eleusis. Das Schiff wurde zum Totalschaden erklärt und zum Verschrotten ins türkische Aliağa verkauft, wo es von Schleppern gezogen am 25. Dezember 1994 eintraf.

## Sonstiges
1964 hatte die Flandre zusammen mit dem britischen Passagierschiff Arcadia einen Auftritt in einer Folge der US-amerikanischen Fernsehserie Perry Mason. Beide Schiffe sind im Hintergrund im Hafen ankernd zu sehen.